# Rolando Álvarez
Rolando Argenis Álvarez Suárez (Valera, Venezuela, 14 de diciembre de 1975), futbolista venezolano. Juega de defensa y su actual equipo es el Trujillanos FC de la Primera División de Venezuela.

## Selección nacional
Ha sido internacional con la Selección de fútbol de Venezuela, ha jugado veinte partidos internacionales y ha anotado un gol.

### Participaciones internacionales
| Torneo            | Sede     | Resultado    |
| ----------------- | -------- | ------------ |
| Copa América 1999 | Paraguay | Primera fase |

## Clubes
| Club                  | País      | Año       |
| --------------------- | --------- | --------- |
| Internacional Lara    | Venezuela | 1997-1999 |
| Caracas FC            | Venezuela | 1999-2002 |
| Estudiantes de Mérida | Venezuela | 2002-2003 |
| Trujillanos FC        | Venezuela | 2003-2004 |
| Deportivo Italia      | Venezuela | 2004-2005 |
| Zamora FC             | Venezuela | 2005-2007 |
| Trujillanos FC        | Venezuela | 2008-     |